# Bjólfell
Bjólfell är ett berg i republiken Island. Det ligger i regionen Suðurland, i den sydvästra delen av landet, 100 km öster om huvudstaden Reykjavík. Toppen på Bjólfell är 448 meter över havet.
Trakten runt Bjólfell är nära nog obefolkad, med mindre än två invånare per kvadratkilometer. Det finns inga samhällen i närheten. Omgivningarna runt Bjólfell är i huvudsak ett öppet busklandskap.